# 岩佐明香
岩佐 明香 (いわさ はるか、1996年4月12日 - ）は、札幌市出身のスキージャンプ選手である。弟は岩佐勇研。札幌日本大学高等学校、日本大学 を経て、大林組スキー部に所属。

## 経歴
2011年3月9日の蔵王でコンチネンタルカップに初出場、29位に終わる。2013年9月28日から29日にルーマニアのルシュノフで開かれたFISカップでは初日の3位から、翌日は優勝を決めた。 2014年1月のワールドカップジャンプ札幌大会では予選を通過できなかったが、翌週の蔵王でのワールドカップでは42位を記録した。ワールドカップの初ポイントは、2017年札幌大会1日目で獲得した。
ヴァル・ディ・フィエンメで開催されたジュニア世界選手権2014では個人ノーマルヒルで4位獲得とともに、 山田優梨菜、伊藤有希、髙梨沙羅のチームで団体優勝をかざった。
アルマトイで開催された2017年冬季ユニバーシアードのスキージャンプ女子個人では小林諭果、マルタ・クシェペルコヴァーを抑えて優勝を決めた。また、小林諭果と組んだ女子団体および中村直幹と組んだ混合団体も優勝した。
2021/22シーズンは、ワールドカップ初戦から遠征メンバーに選ばれたが、前半戦でポイントが獲得できず北京オリンピックへの出場は逃した。2022/23シーズンは雪印メグミルク杯から最終戦まで、国内公式戦を5連勝した。

## 成績

### 国際大会

#### ジュニア世界選手権
- 2014年ヴァル・ディ・フィエンメ大会（ イタリア）
  - 個人 25位
  - 団体 優勝（ 伊藤有希、岩佐明香、山田優梨菜、高梨沙羅）
- 2016年ルシュノフ大会（ ルーマニア）
  - 個人 21位

#### ユニバーシアード
- 2017年アルマトイ大会（ カザフスタン）
  - 女子個人 優勝
  - 女子団体 優勝（岩佐明香、小林諭果）
  - 混合団体 優勝（岩佐明香、中村直幹）

#### ワールドカップ
- 通算 最高成績 15位（2022/23年まで）

| シーズン | 順位 | ポイント |
| -------- | ---- | -------- |
| 2013/14  | .    | 0        |
| 2015/16  | .    | 0        |
| 2016/17  | 50.  | 9        |
| 2017/18  | 39.  | 27       |
| 2018/19  | 52.  | 5        |
| 2019/20  | .    | 0        |
| 2021/22  | 43.  | 22       |
| 2022/23  | 57.  | 4        |

#### サマーグランプリ
- 通算 最高成績 9位（2022年まで）

| シーズン | 順位 | ポイント |
| -------- | ---- | -------- |
| 2018     | 35.  | 14       |
| 2019     | 35.  | 9        |
| 2021     | 32.  | 47       |
| 2022     | 35.  | 29       |

#### コンチネンタルカップ
- 通算 最高成績 6位（2019/20年まで）

| シーズン | 順位 | ポイント |
| -------- | ---- | -------- |
| 2010/11  | 85.  | 2        |
| 2015/16  | 27.  | 47       |
| 2019/20  | 66.  | 36       |

### 国内大会
- 第1回雪印メグミルク杯ジュニアサマージャンプ大会中学生女子の部 - 優勝
- 第15回妙高高原サマージャンプ大会 - 優勝
- 第62回、63回全国高等学校スキー大会ノルディックスキー・スペシャルジャンプ女子組 - 優勝
- 第26回全国高等学校選抜スキー大会ノルディックスキー・スペシャルジャンプ女子組 - 優勝
- 第92回全日本学生スキー選手権大会ノルディックスキー・スペシャルジャンプ女子一部 - 優勝
- 第58回、60回、64回雪印メグミルク杯全日本ジャンプ大会女子組 - 優勝
- 第49回、51回札幌オリンピック記念スキージャンプ競技大会女子組 - 優勝
- 第94回宮様スキー大会国際競技会女子組ノーマルヒル・ラージヒル - 優勝
- 第24回伊藤杯シーズンファイナル大倉山ナイタージャンプ大会女子組 - 優勝